# Halo de matèria fosca

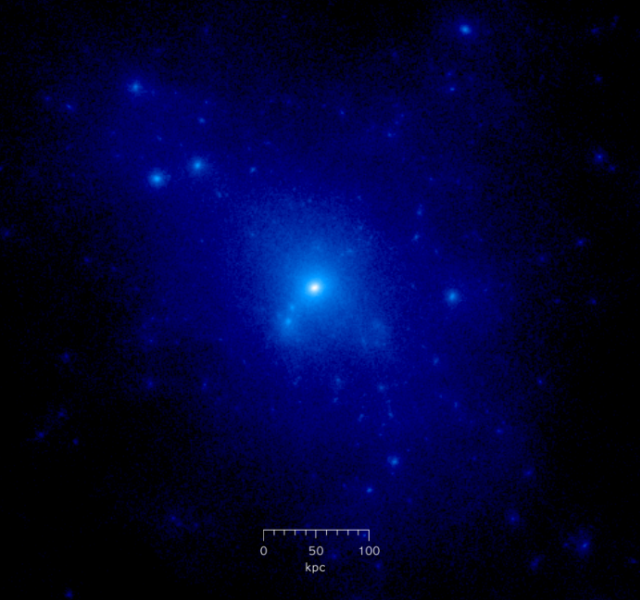
Halo de matèria fosca simulat d'una simulació N-cos cosmològica

Un halo de matèria fosca és un component hipotètic d'una galàxia que embolcalla el disc galàctic i s'estén més enllà de l'extrem visible de la galàxia. La massa de l'halo domina la massa total. Com consisteix en matèria fosca, els halos no poden observar-se directament, però la seva existència es pot inferir pels efectes en el moviment dels estels i els gasos de les galàxies. Els halos de matèria fosca tenen un paper important en els models actuals de formació i evolució de les galàxies.

Corba de rotació galàctica de la Via Làctia. L'eix vertical és la velocitat de rotació sobre el centre galàctic. L'horitzontal és la distància al centre galàctic. El Sol està marcat en groc. La corba observada de la velocitat de rotació està marcada en blau. La corba predita segons la massa estel·lar i el gas de la Via Làctia en vermell. La dispersió en les observacions està indicada en barres grises. La diferència es deu a la matèria fosca o possiblement a una modificació de la llei de la gravetat.

## Corbes de rotació
La presència de matèria fosca en l'halo es pot inferir dels efectes gravitatoris en la corba de rotació de l'espiral galàctica. Sense una gran quantitat de massa a través de l'halo (aproximadament esfèric), la velocitat de rotació de la galàxia disminuiria a llargues distàncies del centre de la galàxia, com les velocitats orbitals dels planetes exteriors disminueixen amb la distància al Sol. No obstant això, les observacions de les galàxies espirals, particularment les observacions de ràdio de les línies espectrals de l'hidrogen atòmic neutre, mostren que la corba de rotació de la majoria de les galàxies continua, en el sentit que les velocitats de rotació no decreixen amb la distància del centre galàctic. L'absència de cap matèria visible implica que la matèria fosca no observada existeix o que la teoria del moviment de la gravetat (relativitat general) és incorrecta.
El model Navarro-Frenk-White:
{\displaystyle \rho (r)={\frac {\rm {constant}}{(r/a)(1+r/a)^{2}}}}
s'usa habitualment per a modelar la distribució de la massa en els halos de matèria fosca. Els halos de matèria fosca teòrics produïts en simulacions per ordinador estan millor descrits pel model Einasto:
{\displaystyle \rho (r)=\rho _{0}e^{-\alpha r^{n}}.}

## Teories sobre la naturalesa de la matèria fosca
La naturalesa de la matèria fosca en l'halo galàctic de les galàxies espirals no es coneix encara, però n'hi ha dues teories força populars: l'una afirma que l'halo està compost per partícules elementals que interactuen de manera feble, conegudes com a WIMP, i és on hi ha petits cossos foscos en gran quantitats, coneguts com a MACHO. Sembla improbable que l'halo estigui compost per grans quantitats de gas i pols, perquè ambdós serien detectables en les observacions. Les recerques de fenòmens de microlents gravitatòries en l'halo de la Via Làctia mostren que el nombre de MACHO és probablement insuficient per a obtenir-ne la massa necessària.

## L'halo de matèria fosca de la Via Làctia
El disc visible de la Via Làctia està incrustat en un halo vagament esfèric molt més gran de matèria fosca. La densitat de la matèria fosca cau amb la distància del centre galàctic. Es creu que el 95% de la galàxia està compost per matèria fosca, un tipus de matèria que no sembla interactuar amb la resta de la matèria i l'energia de la galàxia de cap manera, excepte per la gravetat. La matèria lluminosa forma aproximadament 9 x 10¹⁰ masses solars. L'halo de matèria fosca, és probable que inclogui uns d 6 x 1011 to 3 x 1012 masses solars de matèria fosca.